# Squalus
Squalus ist eine Haigattung aus der Familie der Dornhaie (Squalidae), die mit über 35 Arten in allen Weltmeeren vorkommt.

## Merkmale
Squalus-Arten erreichen ausgewachsen eine Gesamtlänge von 60 bis 160 cm. Die Haie sind auf der Rückenseite graubraun bis schwarzbraun gefärbt, die Bauchseite ist heller. Die Flossen sind einfarbig oder besitzen auffällige weiße oder schwarze Ränder oder Spitzen. Durchgehende breite weiße Hinterränder fehlen aber für gewöhnlich. Der Kopf und die Schnauze sind flach, kurz bis sehr länglich und von oben gesehen gerundet bis kegelförmig. Die vorderen Nasenklappen sind immer kurz und schmal und mit einem unterschiedlich entwickelten medialen Widerhaken versehen. Die oberen Labialfurchen sind länger als die Breite des Nasenlochs. Im Oberkiefer stehen 21 bis 30 Zahnreihen, im Unterkiefer sind es 19 bis 27. Die Placoidschuppen sind klein, die Kronen der an den Seiten gelegenen Schuppen sind in der Regel weniger als 0,5 mm lang, mit niedrigen, gestielten, lanzettförmigen oder dreispitzigen Kronen. Dadurch ist die Haut relativ glatt. Die freien hinteren Spitzen der Brustflossen sind schmal gerundet bis spitzwinklig. Die Bauchflossen sind kurz und stumpf dreieckig. Die Länge ihrer vorderen Rändern, liegt etwa bei ein Drittel bis die Hälfte der Länge der vorderen Ränder der Brustflossen. Die zweite Rückenflosse ist kleiner als die erste Rückenflosse und ihre Basis hat eine Länge von etwa drei Vierteln der Basis der ersten Rückenflosse. Der Ansatz der zweiten Rückenflosse liegt normalerweise hinter den freien hinteren Spitzen der Bauchflossen, gelegentlich aber auch über ihnen. Der Schwanzstiel ist relativ lang. Der obere Lobus der Schwanzflosse ist lang, der untere kurz aber gut entwickelt. Der Rand der Schwanzflosse ist bei ausgewachsenen Tieren meist tief eingebuchtet. Insgesamt haben Squalus-Arten 93 bis 127 Wirbel, davon sind 67 bis 93 Präcaudalwirbel. Die Anzahl der Windungen im Spiraldarm beträgt 8 bis 14.

## Arten

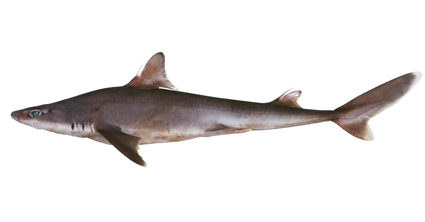
Squalus albifrons

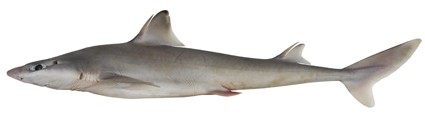
Squalus crassispinus

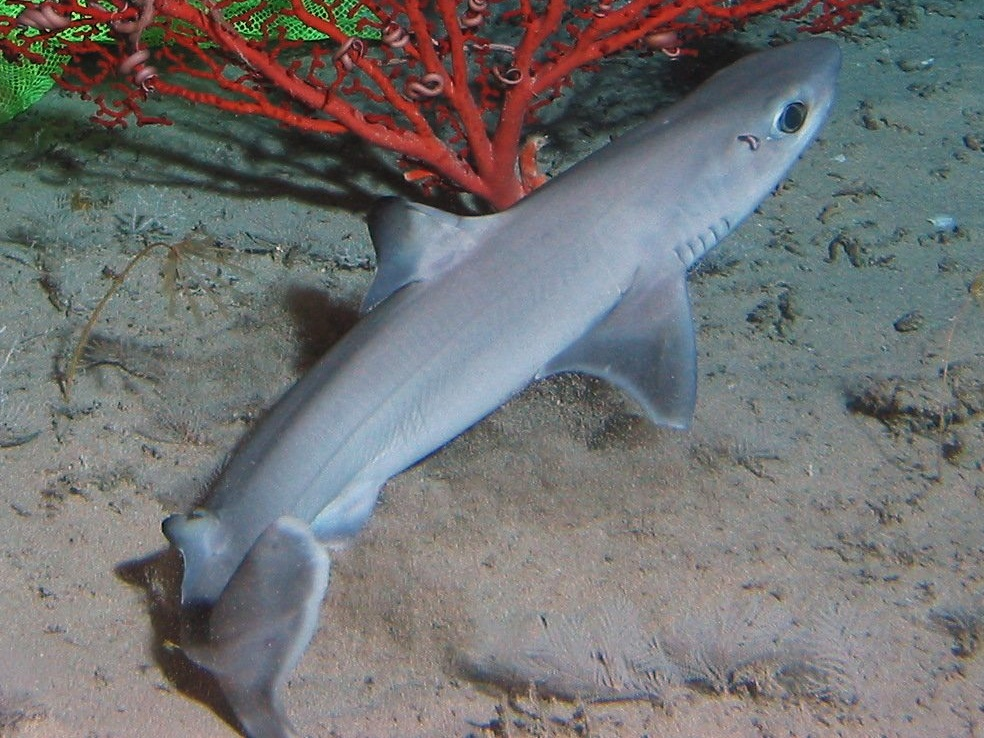
Squalus cubensis

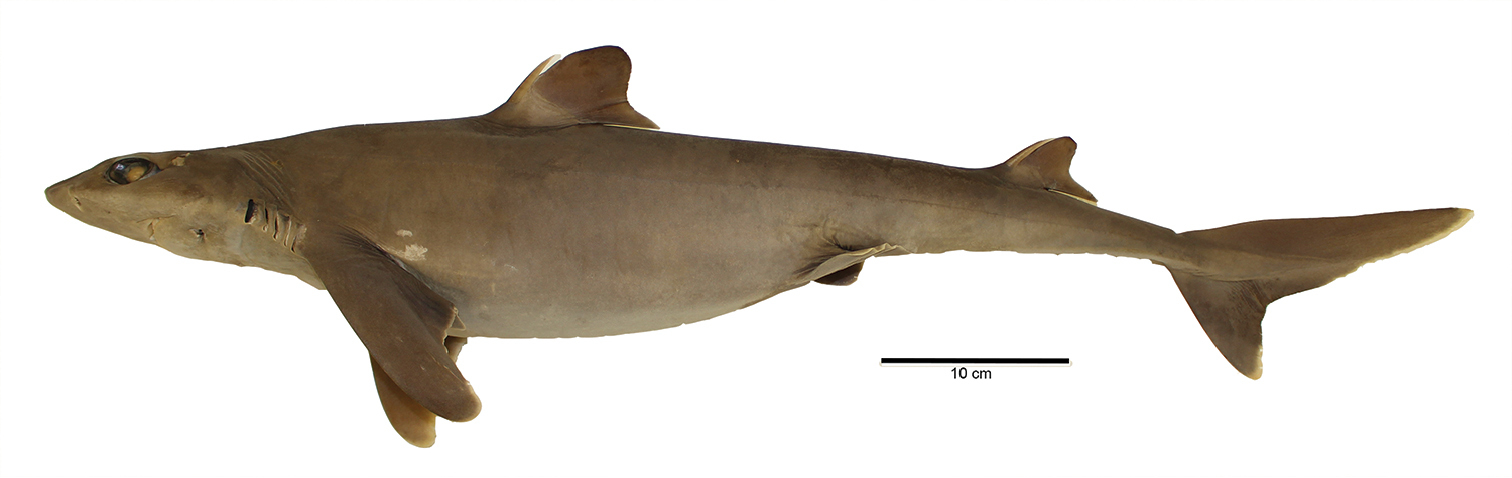
Squalus hawaiiensis

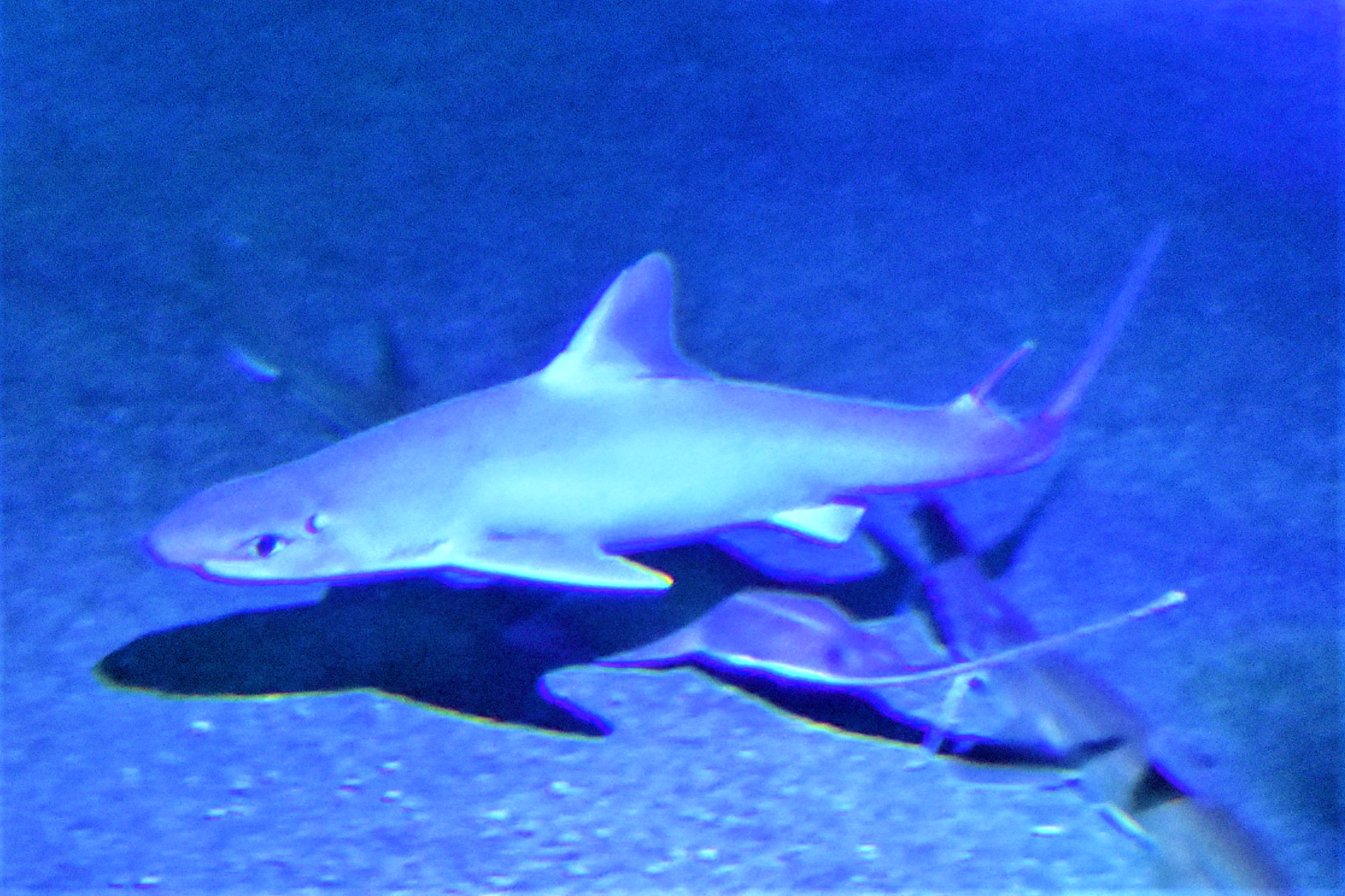
Squalus shiraii

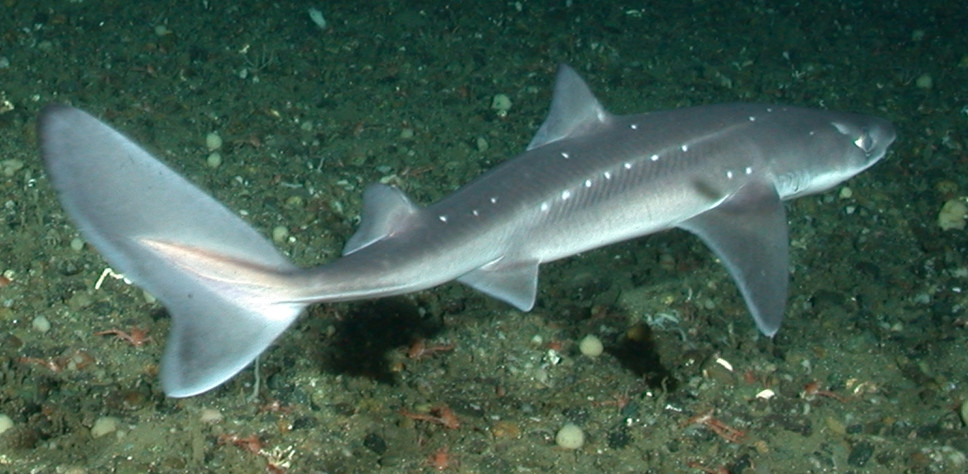
Squalus suckleyi

Fishbase und die Website shark-references.com listen 40 gültige Arten auf:
- Dornhai (Squalus acanthias Linnaeus, 1758)
- Squalus acutipinnis Regan, 1908
- Squalus acutirostris Chu, Meng & Li, 1984
- Squalus albicaudus Viana, De Carvalho & Gomes, 2016
- Östlicher Hochflossen-Dornhai (Squalus albifrons Last, White & Stevens, 2007)
- Westlicher Hochflossen-Dornhai (Squalus altipinnis Last, White & Stevens, 2007)
- Squalus bahiensis Viana, De Carvalho & Gomes, 2016
- Squalus bassi Viana, De Carvalho & Ebert, 2017
- Langnasen-Dornhai (Squalus blainville (Risso, 1827))
- Squalus boretzi Dolganov, 2019
- Squalus brevirostris Tanaka, 1917
- Großkopf-Dornhai (Squalus bucephalus Last, Séret & Pogonoski, 2007)
- Grünaugen-Dornhai (Squalus chloroculus Last, White & Motomura, 2007)
- Squalus clarkae Pfleger, Grubbs, Cotton & Daly-Engel, 2018
- Fettdorn-Dornhai (Squalus crassispinus Last, Edmunds & Yearsley, 2007)
- Kubanischer Dornhai (Squalus cubensis Howell Rivero, 1936)
- Edmund's Dornhai (Squalus edmundsi White, Last & Stevens, 2007)
- Squalus formosus White & Iglésias, 2011
- Östlicher Langnasen-Dornhai (Squalus grahami White, Last & Stevens, 2007)
- Nördlicher Dornhai (Squalus griffini Phillipps, 1931)
- Squalus hawaiiensis Daly-Engel, Koch, Anderson, Cotton & Grubbs, 2018
- Indonesischer Kurzschnauzen-Dornhai (Squalus hemipinnis White, Last & Yearsley, 2007)
- Squalus hima Sweta & Bineesh, 2024
- Japanischer Dornhai (Squalus japonicus Ishikawa, 1908)
- Squalus lalannei Baranes, 2003
- Squalus lobularis Viana, De Carvalho & Gomes, 2016
- Squalus longispinis Fricke, Durville, Potin & Mulochau, 2023
- Squalus mahia Viana, Lisher & De Carvalho, 2017
- Squalus margaretsmithae Viana, Lisher & De Carvalho, 2017
- Kurznasen-Dornhai (Squalus megalops (Macleay, 1881))
- Schwarzschwanz-Dornhai (Squalus melanurus Fourmanoir, 1979)
- Kleinspitzen-Dornhai (Squalus mitsukurii Jordan & Snyder, 1903)
- Indonesischer Grünaugen-Dornhai (Squalus montalbani Whitley, 1931)
- Westlicher Langnasen-Dornhai (Squalus nasutus Last, Marshall & White, 2007)
- Streifschwanz-Dornhai (Squalus notocaudatus Last, White & Stevens, 2007)
- Squalus probatovi Myagkov & Kondyurin, 1986
- Squalus quasimodo Viana, De Carvalho & Gomes, 2016
- Kermadec-Dornhai (Squalus raoulensis Duffy & Last, 2007)
- Squalus shiraii Viana & De Carvalho, 2020
- Squalus suckleyi (Girard, 1855)